# Technotronic
Technotronic är en belgisk musikgrupp skapad 1988 som spelade in housemusik främst under slutet av 1980-talet och början av 1990-talet. Musiken var enbart producerad i studio och skapad på elektronisk väg. Detta var under denna tid inte fullt lika vanligt som det sedan skulle bli en bit in på 1990-talet. Musiken var skapad av Jo Bogaert. Låtarna sjöngs av Ya Kid K. Deras första stora hit var låten Pump Up The Jam. När musikvideon gjordes var det inte Ya Kid K som syntes utan en fotomodell kallad Felly som man såg istället. Därför trodde alla att det också var Felly som sjöng denna, men hon var inte sångerska och kunde inte heller engelska. Andra låtar som blev stora hitlåtar var Get Up!, This Beat Is Technotronic, Spin That Wheel.

## Diskografi

### Album
- 1989 Pump Up the Jam - The Album
- 1990 Trip On This - the Remixes
- 1991 Body To Body
- 1993 Greatest Hits
- 1995 Recall

### Singlar
- 1989 "Pump Up The Jam"
- 1990 "Get Up! (Before The Night Is Over)"
- 1990 "This Beat Is Technotronic"
- 1990 "Spin That Wheel"
- 1990 "Rockin' Over The Beat"
- 1990 "Turn It Up"
- 1991 "Move That Body"
- 1991 "Work"
- 1991 "Money Makes The World Go Round"
- 1991 "Voices"
- 1992 "Move This"
- 1993 "Hey Yoh, Here We Go"
- 1995 "Move It To The Rhythm"
- 1995 "Recall"
- 1996 "Pump Up The Jam--The Sequel"
- 1996 "Crazy"
- 1998 "Get Up--The '98 Sequel"
- 1998 "Pump Up The Jam"
- 1999 "Like This"
- 2000 "The G. Train"
- 2000 "The Mariachi"
- 2001 "Runaway Blues"
- 2002 "The Circle Unbroken"
- 2005 "Pump Up The Jam 2005"

### Fotnoter
1. ↑  ”Technotronic” (på engelska). Discogs. http://www.discogs.com/artist/14457-Technotronic. Läst 4 december 2015.